# Le Bal des gens bien
Le bal des gens bien és un àlbum d'estudi del cantant i autor-compositor ítalo-belga Salvatore Adamo editat l'any 2008. L'obra proposa noves versions de 18 composicions d'aquest autor cantades en duo amb artistes francòfons actuals. Va ser molt ben rebut pel públic i la crítica, que va dir-ne per exemple, […] amb el seu nou àlbum, Adamo aconsegueix lliurar un disc que reserva tantes sorpreses com un disc completament nou […] és un dels millors àlbums de la varietat francesa del 2008.

## Títols
| Pista | Títol                                   | Duet amb        |
| ----- | --------------------------------------- | --------------- |
| 1     | Vous permettez monsieur                 | Bénabar         |
| 2     | Tombe la neige                          | Laurent Voulzy  |
| 3     | Mes mains sur tes hanches               | Julien Doré     |
| 4     | La nuit                                 | Jeanne Cherhal  |
| 5     | Ma tête                                 | Yves Simon      |
| 6     | Le ruisseau de mon enfance              | Raphael         |
| 7     | C'est ma vie                            | Isabelle Boulay |
| 8     | Pauvre Verlaine                         | Stanislas       |
| 9     | Les filles du bord de mer               | Alain Souchon   |
| 10    | Amour perdu                             | Loane           |
| 11    | En blue jeans et blouson d'cuir         | Adrienne Pauly  |
| 12    | J’avais oublié que les roses sont roses | Renan Luce      |
| 13    | Le néon                                 | Cali            |
| 14    | Au café du temps perdu                  | Thomas Dutronc  |
| 15    | Inch'Allah                              | Calogero        |
| 16    | Un air en fa mineur                     | Juliette        |
| 17    | Ce George(s)                            | Olivia Ruiz     |
| 18    | Tant d'amour qui se perd                | Maurane         |